# Hortense Parent
Pour les articles homonymes, voir Parent.
Hortense Parent est une pianiste, compositrice et pédagogue française née le 22 mars 1837 à Londres et morte le 12 janvier 1929 à Paris.

## Biographie
Hortense Parent étudie le piano auprès de Félix Le Couppey, puis entre au Conservatoire de musique et de déclamation à Paris où elle obtient un Premier prix d'harmonie et accompagnement pratique en 1855 (élève de Mme Dufresne) et un Premier prix de piano en 1857 (élève de Louise Farrenc). 
À l'issue de sa scolarité elle se produit en concert, à Strasbourg, puis à Londres, au cours d'une saison artistique complète, et devient professeure de piano à l'école Le Couppey à son retour en France. 
En 1872 elle publie une méthode d'enseignement, L'École du piano, premier ouvrage d'une longue série, car elle va beaucoup questionner la pédagogie musicale et proposer plusieurs éléments novateurs d'enseignement théorique et pratique, tant pour le piano que pour le solfège.
En 1882, elle fonde l'École préparatoire au professorat de piano, premier établissement du genre en France, véritable école normale pour futures enseignantes de piano. En parallèle elle crée l'Association pour l'enseignement professionnel du piano pour les femmes et y associe une bibliothèque circulaire de partitions mises à la disposition des élèves. Viennent s'y ajouter, à partir de 1891, une école d'application, puis, en 1909, une association de secours mutuels.
En 1896 elle donne des conférences à la Sorbonne sur la pédagogie musicale, ainsi que l'année suivante, et intervient au Congrès international d'histoire de la musique de 1900 avec un exposé intitulé "De l'enseignement élémentaire du piano en France au point de vue de la vulgarisation de la musique".
En 1901 paraît le premier tome de son Répertoire encyclopédique du pianiste, une somme qui comporte une analyse raisonnée de nombreuses œuvres choisies pour piano accompagnées de plusieurs renseignements pratiques (degré de difficulté, indications biographiques concernant les compositeurs, nombre de pages, nom de l'éditeur, prix). À l'occasion de la publication de l'ouvrage, Cécile Max, la critique musicale du journal La Fronde écrit : « Pour cette fois, je consacre mes lignes à louer une des femmes musiciennes françaises dont les travaux font le plus d'honneur à notre sexe, Mlle Hortense Parent. [...] Rien de plus utile n'a été fait encore pour guider les professeurs, les élèves, dans le choix de leur lecture suivant la force de chacun ».
C'est aussi la première à utiliser des couleurs pour faciliter la lecture des notes de musique, à partir de sa méthode Lecture des notes sur toutes les clés.

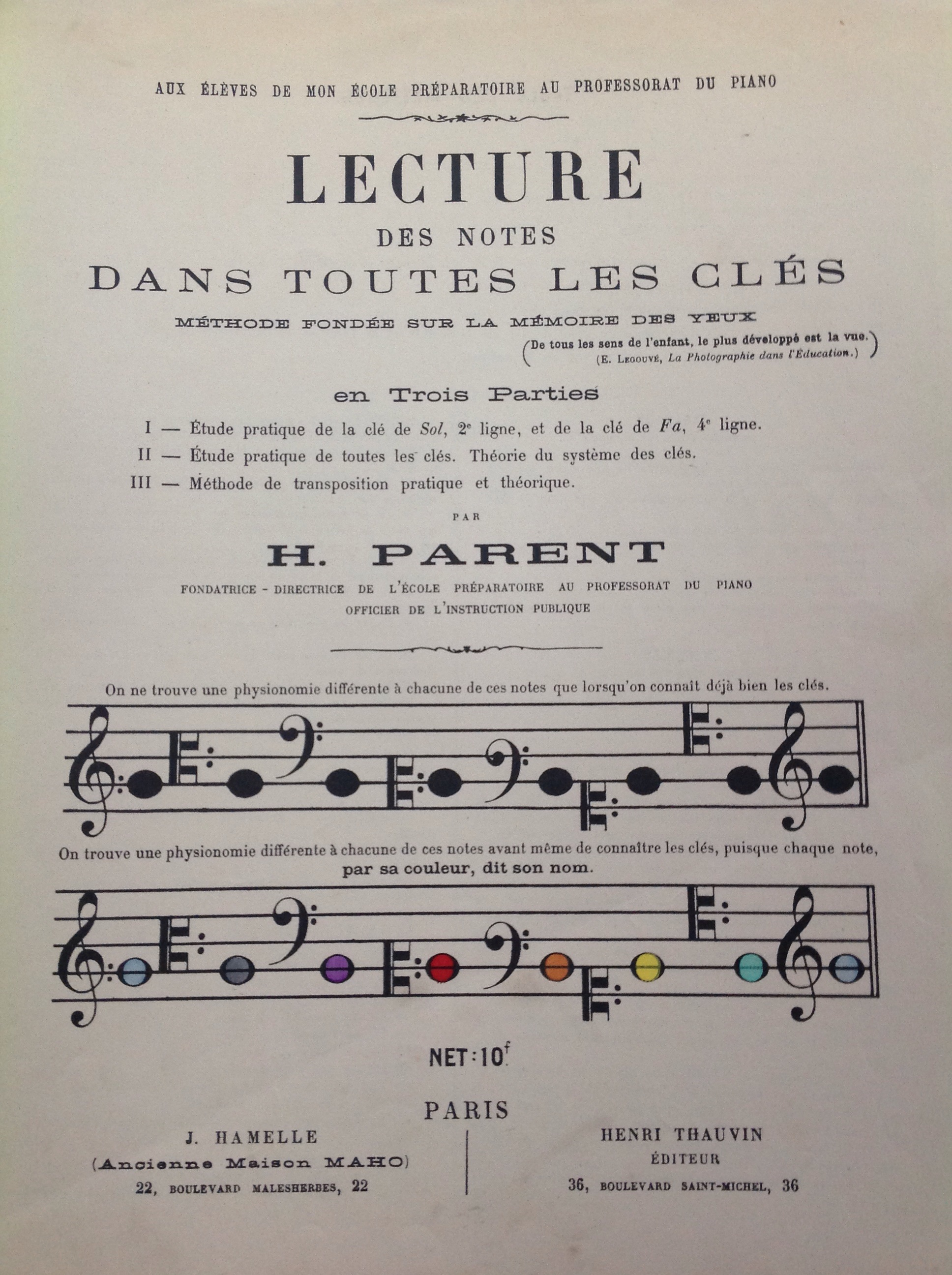
H. Parent, page de garde de Lecture des notes dans toutes les clés

Parmi ses élèves, on note Jane Bathori et Victoria Cartier. Sa philosophie d'enseignement peut se résumer à une maxime exposée en conclusion de son Exposition de ma méthode d'enseignement : « Toutes les leçons du maître doivent tendre à ce but : apprendre à l'élève à se passer de lui ».
Pour son engagement et ses activités pédagogiques elle est nommée officier d'académie dans l'ordre des Palmes académiques en 1884 et reçoit en 1889 une médaille d'argent lors de l'Exposition universelle de Paris. En 1890, elle est promue officier d'instruction publique, puis reçoit de nouveau une médaille d'argent lors de l'Exposition universelle de 1900. En 1910, elle est lauréate du prix Marillier de Lapeyrouse de l'Académie des beaux-arts.  
À propos de son Atlas musical pour l'étude du solfège, Camille Bellaigue écrit dans la Revue des deux mondes : « Nous avons plaisir à signaler cet ingénieux traité de géographie sonore. Il est l’œuvre, après beaucoup d'autres, d'un maître, ou plutôt d'une maîtresse éminente, la doyenne peut-être de l'enseignement musical en notre pays. Au soir d'une longue, très longue vie, consacrée tout entière au plus noble apostolat, Mme Hortense Parent s'y dévoue encore avec une foi, un amour que ni l'âge ni l'infirmité ne peut éteindre. Une telle carrière mérite un hommage de respect et de reconnaissance ». 
Dans sa nécrologie, Henri de Curzon écrit à son sujet : « Hortense Parent était une femme d'élite, dans toute l'acception du mot ». Elle est inhumée au cimetière du Montparnasse. 
Comme compositrice, elle est également l'auteure de quelques mélodies et pièces pour piano.

## Œuvres

### Pédagogie et piano
- L’Étude du piano, manuel de l‘élève, conseils pratiques, Paris, J. Hamelle, 1872.
- Création d'une école préparatoire au professorat du piano, fondée par Mlle Hortense Parent, Paris, Grande imprimerie, 1882.
- École préparatoire au professorat du piano [...]. Compte rendu des travaux de l'année avril 1883, Paris, 1883.
- Les Bases du mécanisme : exercices élémentaires pour piano ; en cinq parties, Paris, J. Hamelle, 1886[26].
- Gammes et Arpèges pour piano en deux parties, Paris, J. Hamelle, 1886.
- Rythme & Mesure : exercices pour piano en quatre parties, Paris, J. Maho, 1888[27].
- École préparatoire au professorat du piano, fondée par Mlle H. Parent en oct. 1882. Compte rendu des travaux, Paris, 1888.
- Exposition de ma méthode d'enseignement pour le piano, Paris, J. Hamelle, 1888[28].
- 25 Mélodies populaires transcrites pour le piano, extrêmement faciles et très faciles, en quatre livres, Paris, 1889.
- De la Lecture musicale appliquée au piano, Paris, J. Hamelle, 1890.
- Deux Conférences en Sorbonne sur la pédagogie musicale [...]. Exposition de sa méthode d’enseignement pour le piano, Paris, H. Thauvin, 1896[29].
- La Méthode dans le travail, Paris, J. Hamelle, 1897.
- Onze Analyses de morceaux classiques, Paris, 1897.
- Association pour l'Enseignement professionnel du piano pour les femmes et école préparatoire au professorat du piano, dite École Hortense Parent [...] Notice historique sur cette œuvre. Compte rendu des travaux et dernière liste des souscripteurs, Paris, 1898.
- De l’Enseignement élémentaire du piano en France au point de vue de la vulgarisation de la musique, dans : Congrès international d'histoire de la musique [...], Documents, mémoires et vœux, sous la direction de Jules Combarieu, Solesmes, 1901, pp. 289-295[13].
- Telemann. Fughetta en ré majeur pour piano, doigtée, analysée et mise en partition, Paris, Hachette, 1903.
- Répertoire encyclopédique du pianiste : analyse raisonnée d’œuvres choisies pour le piano, du XVIe siècle au XXe siècle, avec renseignements pratiques, en 2 Tomes, Paris , Librairie Hachette, 1900 et 1907
- Analyses des ouvrages d'enseignement de Hortense Parent: Les Bases du mécanisme, Gammes et Arpèges, Rythme et mesure, Lecture des notes dans toutes les clés, 25 Mélodies populaires transcrites, Paris, J. Hamelle, 1916.
- École moderne française du piano. Œuvres choisies originales et transcrites pour piano seul à tous les degrés de force avec renseignements pratiques de 177 compositeurs vivants ou morts exclusivement français, Paris 1922.
- Essai sur la résonance du corps sonore. Petite étude de vulgarisation, Supplément à l'Atlas musical, Paris, 1923.

### Solfège
- Lecture des notes sur toutes les clés, Paris, J. Hamelle, 1886.
- Lecture des notes en clefs de sol 2e et fa 4e ligne, Paris.
- Méthode facile pour l'enseignement élémentaire de la lecture musicale, à l'usage des classes élémentaires de tous les degrés, Paris.
- Atlas musical pour l'étude du solfège. Éducation de l'oreille avec le concours des yeux, Paris.

### Compositions
- Emily. Polka pour piano, Paris, J. Maho, 1856.
- Souvenir d'Écosse. Valse pour piano, Paris, J. Maho, 1856.
- Menuet pour piano, Paris, G. Hartmann, 1871.
- Quatre Mélodies pour chant et piano, Paris.

## Distinctions
- Officier de l'ordre des Palmes académiques (Officier d'instruction publique), 1890